# Weckerlesbrünnle
Das Weckerlesbrünnle ist ein vom Landratsamt Karlsruhe durch Verordnung vom 7. November 1983 ausgewiesenes Landschaftsschutzgebiet auf dem Gebiet der Gemeinde Bretten im Landkreis Karlsruhe. 

## Lage und Beschreibung
Das 24,6 ha große Landschaftsschutzgebiet liegt etwa 500 m nördlich von Bretten am Riedgraben. Naturräumlich gehört es zum Kraichgau.
Es umfasst eine für das Kraichgau typische kleinstrukturierte Kulturlandschaft mit Äckern, Wiesen, Weiden mit Feldgehölzen, Feldhecken und Streuobstbeständen. Auch der südöstliche Waldrand des Lehrwalds ist Teil des Schutzgebiets.

## Schutzzweck
Wesentlicher Schutzzweck des Landschaftsschutzgebietes ist laut Schutzgebietsverordnung „die Erhaltung des durch Streuobstbestände mit extensiver Wiesennutzung, Heckenreihen, Feldrainen, Quellbereichen und Bachläufen geprägten Landschaftsteiles als ökologischer Ausgleichsraum für die umgebende Feldflur zur Sicherung eines leistungsfähigen Naturhaushaltes.“